# Louis Molloy
Pour les articles homonymes, voir Molloy (homonymie).
 (septembre 2015).
Louis Molloy est un artiste tatoueur basé à Manchester en Angleterre. Il est connu pour avoir tatoué différents tatouages de la star du football David Beckham.
Parmi ses autres clients célèbres on peut citer Mel C et Mel B des Spice Girls, Victoria Beckham ou Ronan Keating.
En 2007, Molloy fait partie du spin-off anglais de la série Miami Ink intitulé London Ink.